# Francisco Lucas Pires
Francisco António Lucas Pires GCC (Coimbra, 15 de setembro de 1944 — Pombal, 22 de Maio de 1998) foi um professor, advogado e político português.

## Biografia

### Percurso académico e profissional
Licenciou-se em Direito, na Faculdade de Direito da Universidade de Coimbra, em 1966, com 17 valores. Optando pela carreira académica, iniciou, logo de seguida, o Curso Complementar de Ciências Político-Económicas, terminado em 1968, com 18 valores, com uma monografia em Direito Constitucional (O problema da Constituição).
Anos depois, Lucas Pires prosseguiria estudos de doutoramento, de novo na disciplina do Direito Constitucional. Para a sua investigação teve uma bolsa da Fundação Calouste Gulbenkian, que o levou a Alemanha, trabalhando ai junto de Otto Bachof. Em 1989 defendeu a sua tese, intitulada Teoria da Constituição de 1976: a transição dualista.
Foi assistente e, mais tarde, professor da Faculdade de Direito de Coimbra. Lecionou também no Centro Regional do Porto da Universidade Católica Portuguesa e professor e diretor do Departamento de Direito da Universidade Autónoma de Lisboa.
Além da publicação dos seus trabalhos acadêmicos (O Problema da Constituição — monografia do Curso Complementar (1970) — e Teoria da Constituição de 1976: a transição dualista — tese de doutoramento (1988) — deixou publicados outros trabalhos de índole jurídica e politica (Soberania e Autonomia (1974), Uma Constituição para Portugal (1975), Na Hora Europeia (1986), Tratados que Instituem a Comunidade e a União Europeias (2ª ed., 1994), Os Novos Direitos dos Portugueses (1994), O que é a Europa (1994), Portugal e o Futuro da União Europeia (2ª ed., 1995), Regionalização e Europa (1996), Schengen e a Comunidade de Países Lusófonos (1997) e o manual Introdução ao Direito Constitucional Europeu (1997)).
Faleceu subitamente numa viagem de Lisboa para Coimbra, de doença cardiovascular.

### Atividade política
Nos anos 1960, Francisco Lucas Pires integrava a ala nacionalista revolucionária entre os estudantes da Universidade de Coimbra.
Tendo aderido ao CDS no ano da sua fundação, após o 25 de abril de 1974, Lucas Pires foi um militante destacado deste partido, que viria também a liderar, nos anos 1980.
Pelo CDS, foi eleito deputado à Assembleia da República, nas legislativas de 1976, 1979, 1981, 1983 e 1985, pelos círculos do Porto, Coimbra e Lisboa.

#### AD e Ministério da Cultura e da Coordenação Científica (1979-1983)
Com a formação da Aliança Democrática, Lucas Pires assumiu, de 1979 a 1980, a responsabilidade de coordenador-geral desta estrutura, resultante da coligação entre o PSD, chefiado por Sa Carneiro, o CDS, chefiado por Freitas do Amaral, e o PPM, chefiado por Goncalo Ribeiro Telles. 
Seria, no próprio Governo, Ministro da Cultura e da Coordenação Científica entre 1982 e 1983 (no VIII Governo Constitucional, sendo Primeiro-Ministro Francisco Pinto Balsemão). 
Nessa qualidade, foi o responsável político pela realização da XVII Exposição Europeia de Arte, Ciência e Cultura, subordinada ao tema Os descobrimentos portugueses e a Europa do renascimento.

#### Liderança do CDS (1983-1986)
Entre fevereiro de 1983 e outubro de 1985 Lucas Pires liderou o CDS, tendo saído da presidência desse partido face aos fracos resultados obtidos nas eleições legislativas de outubro de 1985.
Foi, enquanto líder do partido, membro do Conselho de Estado, de 1983 a 1985.

###### Percurso politico posterior ao CDS (1991-1999)
Em 1991 Lucas Pires entra em ruptura com o seu partido, em discórdia com a posição da liderança de Manuel Monteiro em relação à União Europeia. Lucas Pires era, à altura, deputado ao Parlamento Europeu, eleito em 1987. 
Depois do CDS ser expulso do PPE, manteve-se no parlamento como deputado independente. 
Já nas eleições seguintes para o Parlamento Europeu, em 1994, surgiria integrado as listas do Partido Social Democrata. 
Aderiria formalmente ao PSD, após a adesão deste ao PPE, em 1997.
Foi o primeiro vice-presidente português do Parlamento Europeu, de 1987 a 1988 (e novamente em 1998), coordenou o Grupo Parlamentar do PPE e foi o primeiro vice-presidente da Fundação Democrata-Cristã Europeia para a Cooperação. 
Integrou ainda o Grupo Permanente sobre a Constituição Europeia da Universidade de South Bank, em Londres, do Curatorium do Centro de Estudos Luso-Galaico da Universidade de Tréveris, na Alemanha, e do Conselho de Administração da Fundação Pégaso, com sede em Bruxelas.

## Ideologia política
Ao princípio não ‘era’ o Estado – ‘era’ o Homem, o espírito e o barro...

— Francisco Lucas Pires, Uma Constituição Para Portugal (1975)
Tendo sido dos primeiros políticos portugueses do pós-25 de abril a afirmar-se como de direita e liberal, Francisco Lucas Pires defendia que o Homem deveria ser colocado acima do Estado, o Homem como unidade política primordial e essencial, não apenas limite mas centro da organização e da decisão política, em que é o Estado que se deve "humanizar" e não o Homem a "estadualizar".
Para Lucas Pires, devido ao facto de não existir uma tradição democrática exemplar em Portugal até 1974, era necessário lançar as bases de uma IV República, com um novo modelo orientado por três objectivos prioritários: Estado mínimo, mas máximo nas suas competências; a progressiva autonomia dos cidadãos, com a sua participação direta nos assuntos da comunidade; e liberalismo económico.

## Homenagens

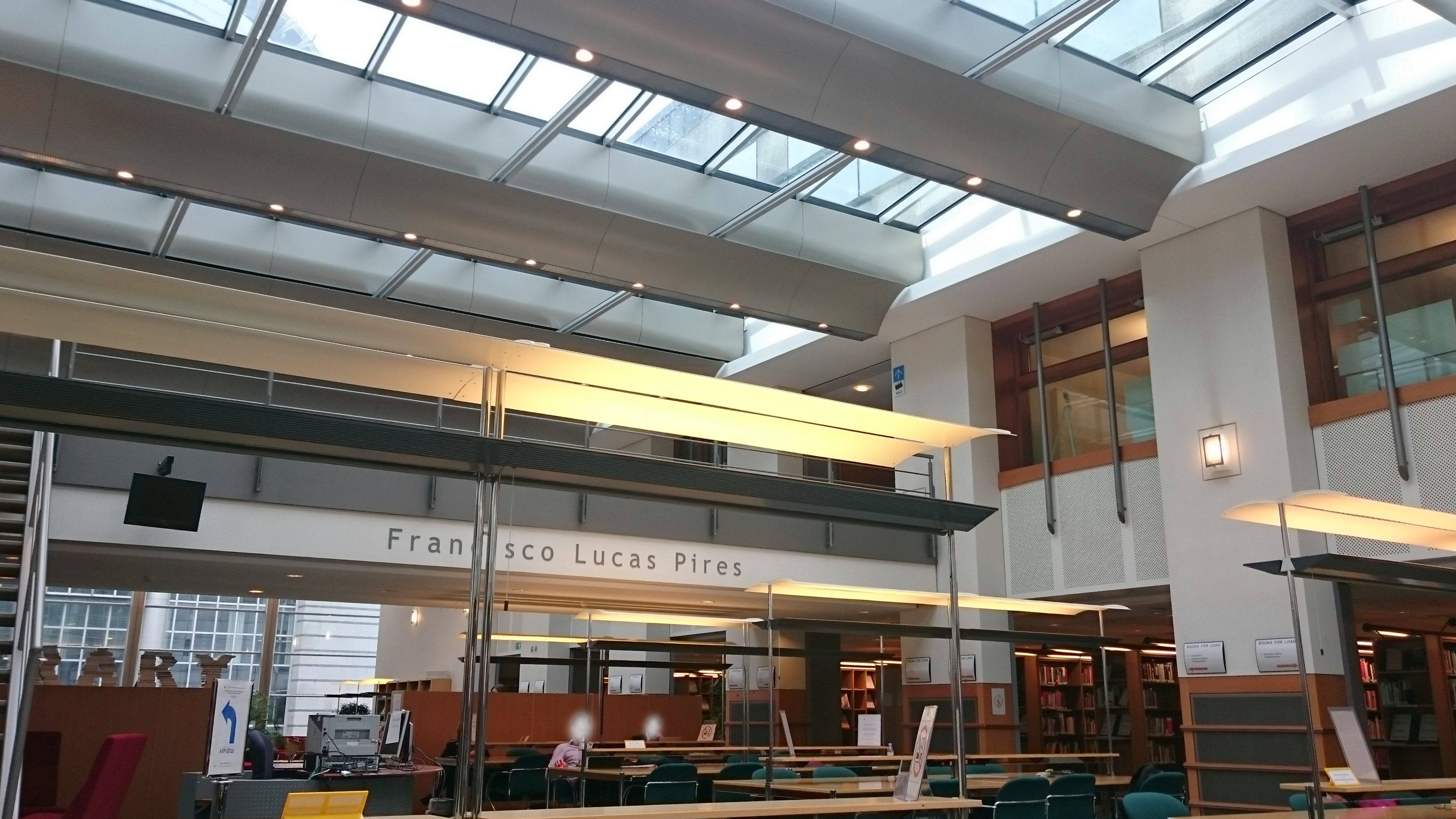
Sala de leitura Francisco Lucas Pires, no Parlamento Europeu.

A 9 de junho de 1998 foi agraciado a título póstumo com a Grã-Cruz da Ordem Militar de Nosso Senhor Jesus Cristo, tendo sido o seu filho mais velho, Jacinto Lucas Pires, a receber a condecoração em seu nome. Nessa mesma cerimónia, o então Presidente da República Jorge Sampaio, assinalou com justiça que "Lucas Pires soube, como poucos, trazer a Europa até nós, a Europa de todos os dias, das identidades e das culturas, dos avanços e recuos, a Europa dos valores e do projeto, em suma, se quisermos, a Europa dos fundadores, a de uma comunidade de destino, aquela que combina identidades diversas com a partilha de valores comuns que são hoje sem imposição alguma, património da Humanidade".
A 5 de fevereiro de 1999 foi, também, homenageado com a Medalha Robert Schuman.
Em 2009, uma sala de leitura da Biblioteca do Parlamento Europeu foi nomeada em sua homenagem, numa cerimónia que contou com a presença do então presidente do Parlamento Europeu Hans Gert Pottering, o ex-líder do CDS-PP José Ribeiro e Castro e o seu filho Simão Lucas Pires.
Tem uma Rua com o seu nome em Telheiras, em Lisboa.

## Honras e condecorações
- Grã-Cruz da Ordem Militar de Nosso Senhor Jesus Cristo (9 de junho de 1998, póstumo)
- Medalha Robert Schuman (5 de fevereiro de 1999, póstumo)

## Familia
Casado com Maria Teresa Bahia de Almeida Garrett, sobrinha-tetraneta do 1.º Visconde de Almeida Garrett,[carece de fontes?] foi pai de quatro filhos, entre eles o escritor Jacinto Lucas Pires. 